# 秋山仁志
秋山 仁志（あきやま ひとし、1967年10月4日 - ）は、九州朝日放送の元アナウンサーで、現在はラジオ局営業部長。愛知県瀬戸市出身。
法政大学卒業後、1991年、九州朝日放送にアナウンサーとして入社。同期には現在もアナウンサーとして活躍する武内裕之、加藤恭子がいる。
2004年春にラジオ制作部（アナウンサー時代にもラジオ番組のプロデューサーを務めたことがある）異動を経て、現職。

## 過去の主な担当番組

### テレビ
- ドォーモ（現在は月～木　24時15分～25時15分）
  - 新人アナ時代から、同期の武内と共にレポーターとして登板。様々なコーナーに登場していたが、九州各地から福岡にやって来た10代の女の子の成長を追っていくコーナー「さなぎちゃん」では「さなぎハンター」として注目を浴びた。
  - また第1期の人気コーナー「デートポイント」でアサヒビールのキャンギャルとして営業出演した藤原紀香と1日デートをしたこともある。水着を着てのジャグジー入浴シーンなど、後の彼女の活躍からは想像できないいわゆるお宝映像となった内容であった。
  - ラジオ制作部異動とともに降板。
  - ドォーモ放送開始20周年として、さなぎちゃんカムバックとして1日限りの復活をし、過去紹介した さなぎちゃんを訪ねるコーナーとして2009年10月27日深夜OAされたドォーモに1日だけ出演した。5年半ぶりの出演であった。
  - ちなみに｢さなぎちゃん｣のコーナーが始まったきっかけは、「デートポイント」のコーナーを担当していた秋山が女の子とうまく会話が出来ず、話も噛み合わなかったので、それを克服するために始まったとドォーモ20周年DVDの中で、ナカジーこと中島浩二が明らかにしている。

### ラジオ
- ダブルバスターズ（中島浩二とのダブルDJ、1996年4月～1997年3月）
- ゴリソン（秋山がDJを務めていたラジオ番組。かつての「中島浩二アワー THE3P」や「ダブルバスターズ」の流れを汲む番組で、「DJ秋山のラルクアンテル」、「世界のシャズナから」などの人気コーナーがあった、1997年4月～1999年9月）
- 夜空の飛行船（山本華世とのトーク番組、?～2004年3月）
- 森山日出一のラーメン3（ラーメンラーメンラーメンと読む。現在は栗田善太郎が担当、?～2004年3月）
- サンデーリクエストスタジアム→サンデーミュージックスタジアム（?～2003年3月）